# Велико Диомедово острво
Велико Диомедово острво, Ратмановљево острво (рус. остров Ратманова) или Имаклик (Imaqliq), је веће од два Диомедова острва која се налазе у средини Беринговг мореуза. Административно припада Чукотском аутономном округу у Русији. Налази се око 45 км југоистично од рта Дежњев на Чукотском полуострву и најисточнија је тачка Русије. Површина острва је око 29 км². Међународна датумска граница пролази 1,3 км источно од острва.
Крајњи источни део острва је најисточнија тачка Азије. Налази се на 65°45‘ сгш и 169°00‘ игд.
Први становници острва били су Ескими. Први Европљанин, који је 1648. године дошао до острва био је Семјон Иванович Дежњев. Дански адмирал у руској служби Витус Беринг поновно је „открио“ Велики Диомед 16. августа 1728, на дан када се у Руској православној цркви обиљежава дан Светог Диомеда. Прве географске карте острва начинио је 1732. године руски геодета Михаил Гвоздев. Године 1867. након продаје Аљаске САД нова граница између САД и Руског царства је пролазила између Великог и Малог Диомеда. Након Другог свјетског рата, како би се спријечили прекогранични контакти преко Гвоздене завесе, староседелачко становништво је присилно пресељено на копно. Данас острво нема сталних становника. На острву се налази метеоролошка станица.